# Árbol de Piedra
Koordinaten: 22° 3′ 6″ S, 67° 53′ 0″ W

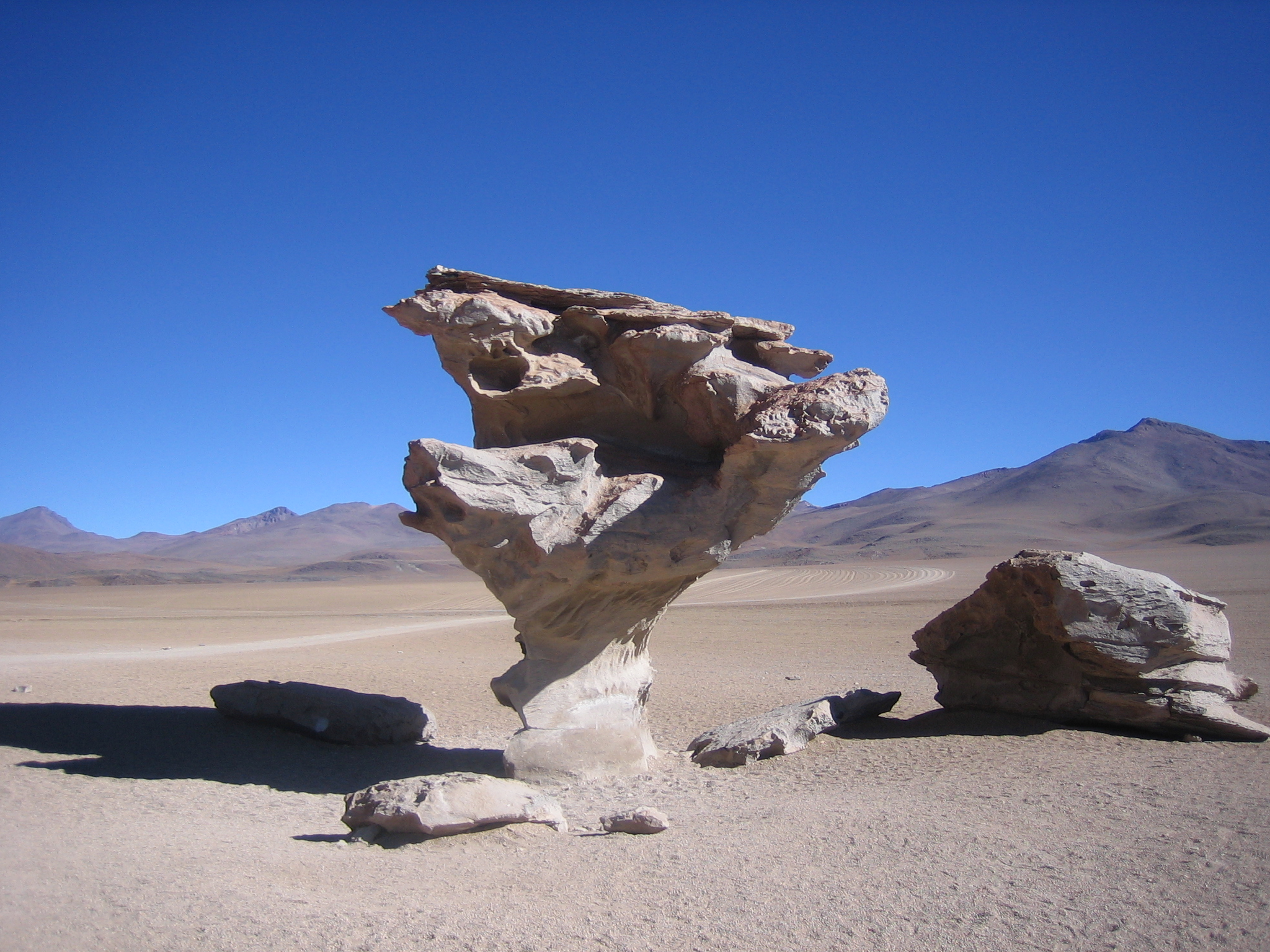
Árbol de Piedra

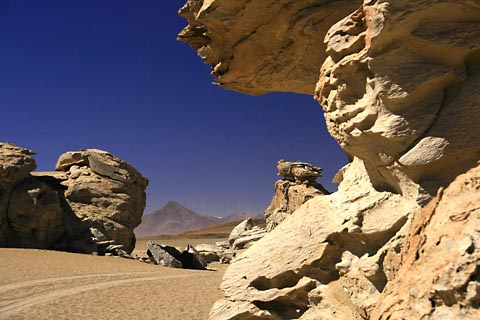
Felsformation bei Árbol de Piedra

Der Árbol de Piedra (dt. Baum aus Stein) ist eine markante, ca. 7 Meter hohe und vor allem durch bodennahe Windabrasion entstandene Felsformation aus vulkanischem Gestein. Er liegt in der bolivianischen Siloli-Wüste im Departamento Potosí im Altiplano, einer Hochfläche zwischen den West- (Cordillera Occidental) und den Ost-Anden (Cordillera Oriental) auf 4575 Metern Höhe. Der von einigen kleineren Gesteinsbrocken begleitete Pilzfelsen liegt in der Nähe des Salar de Uyuni im Altiplano und stellt eine Touristenattraktion im Nationalpark der Fauna der Anden „Eduardo Avaroa“ dar. Nächste bedeutende Orte sind das gut 200 Kilometer nordöstlich liegende Uyuni und das etwa 100 km südwestlich liegende chilenische Calama. Rund um den Árbol de Piedra befinden sich weitere markante Felsformationen in nächster Nähe.